# 季晓南
季晓南（1954年1月—），男，江苏泰州人，中华人民共和国政治人物，曾任国有重点大型企业监事会主席。